# Juan Manuel Planas
Juan Manuel Planas y Sainz (Cienfuegos, 1877-La Habana, 1963) fue un ingeniero y escritor cubano.

## Biografía
Nacido el 24 de noviembre de 1877 en Cienfuegos, se graduó de bachiller en Santa Clara en 1895. Enviado por sus padres a Bélgica una vez que acabó los estudios del bachillerato, pasó a residir en Lieja, donde fundó, en 1904, el Círculo Hispano-Americano, del que fue secretario y que existió hasta la ocupación alemana. En 1905 fue nombrado miembro del Jurado de Recompensas de la Exposición Universal de Lieja y en 1906 se graduó de ingeniero electricista en la Universidad de Lieja. En 1907 fue nombrado delegado en Cuba de la Asociación de Ingenieros Electricistas de Montefiore, nombramiento que hubo de ser ratificado en 1919, después de la derrota alemana en la Primera Guerra Mundial.
En 1907 incorporó su título, por reválida, en la Universidad de la Habana. Ese mismo año hizo también oposiciones a la cátedra de auxiliar de Electricidad en dicha universidad. En 1908 contrajo matrimonio en La Habana y contribuyó a la fundación de la Sociedad Cubana de Ingenieros, de la que fue nombrado secretario en 1909, cargo que desempeñó hasta 1910. En 1910 fundó una revista de divulgación titulada Cathedra y fue nombrado ingeniero auxiliar de primera clases, afecto al dragado del puerto de Sagua. En 1911 hizo oposiciones, con éxito, a la cátedra de Francés en el Instituto de Pinar del Río. En 1913 se graduó de agrimensor en Pinar del Río y en 1914 fue nombrado vocal de la Junta de Protestas.
Fue socio honorario del Círculo Hispano-Americano de Lieja, miembro de la Association des Ingénieurs sortis de l'Scola de Liege, delegado en Cuba de la Associations des Ingénieurs Electricians sortis de l'Institut Electrotechnique Montefiore, miembro de la Sociedad Cubana de Ingenieros y miembro de la Sociedad Geográfica de Cuba. Por real decreto de 20 de junio de 1919 fue nombrado caballero de la Orden de Leopoldo II por Alberto I de Bélgica.
Escribió en publicaciones periódicas como La República Cubana de París, con el seudónimo «K. L.», además de en Cuba y América. Colaboró en la prensa periódica cubana, principalmente en El Fígaro. Entre las novelas de Planas, que cultivó la literatura de ciencia ficción, se encontraron obras como la corriente del Golfo (1920) y Flor de manigua. Falleció en 1963 en La Habana.